# Нагрудні знаки військової доблесті
Нагрудні знаки військової доблесті Збройних сил України випускаються Міністерством оборони України з метою відзначення військовослужбовців за певні військові досягнення.

## Нагрудний знак «Гвардія»
Нагрудний знак «Гвардія» вручається військовослужбовцям Збройних Сил України, які не менше ніж півроку прослужили у військових частинах, що мають гвардійське найменування. Нагрудний знак «Гвардія» затверджено наказом Міністра оборони України № 376 від 5 липня 2005 року.

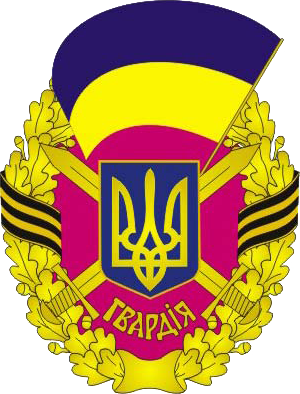
Нагрудний знак «Гвардія»

## Нагрудний знак «Класний фахівець»
Нагрудний знак «Класний фахівець» вручається військовослужбовцям Збройних Сил України, які виконали нормативи відповідної класної кваліфікації, передбачені їх військово-обліковою спеціальністю. Нагрудний знак «Класний фахівець» затверджено наказом Міністра оборони України № 376 від 5 липня 2005 року.

### Військовослужбовці офіцерського складу та прапорщикі

#### Сухопутні Війська

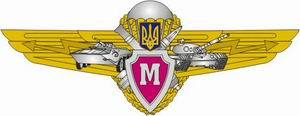
Майстер
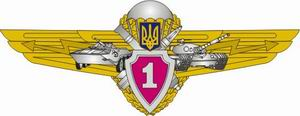
Фахівець 1 класу
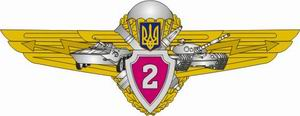
Фахівець 2 класу
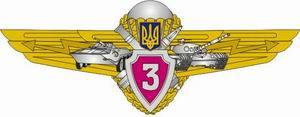
Фахівець 3 класу

#### Повітряні Сили

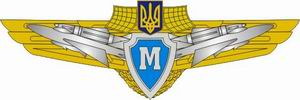
Майстер
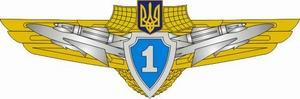
Фахівець 1 класу
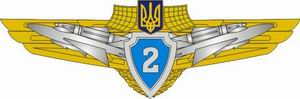
Фахівець 2 класу
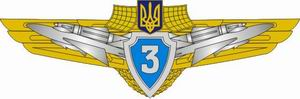
Фахівець 3 класу

#### Військово-Морські Сили

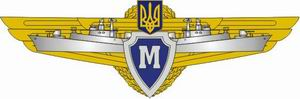
Майстер
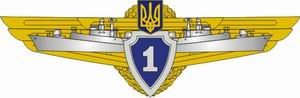
Фахівець 1 класу
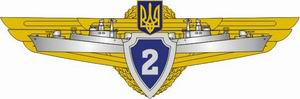
Фахівець 2 класу
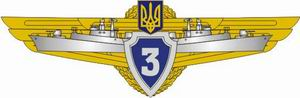
Фахівець 3 класу

### Військовослужбовці за контрактом

#### Сухопутні Війська

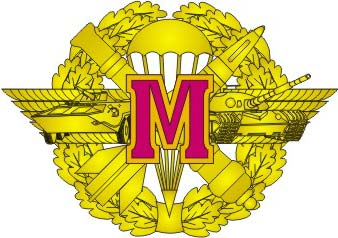
Майстер
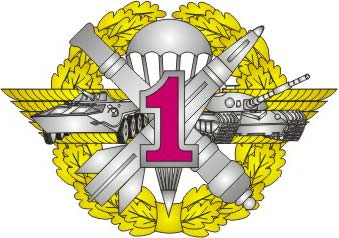
Фахівець 1 класу
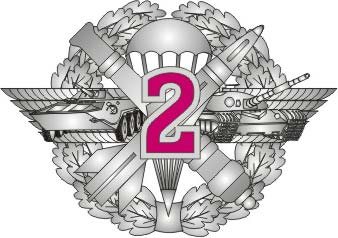
Фахівець 2 класу
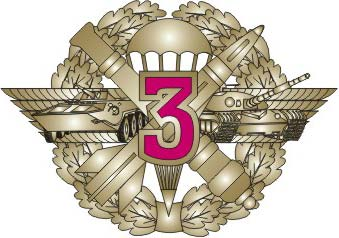
Фахівець 3 класу

#### Повітряні Сили

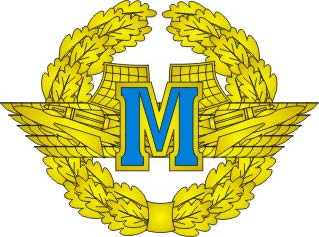
Майстер
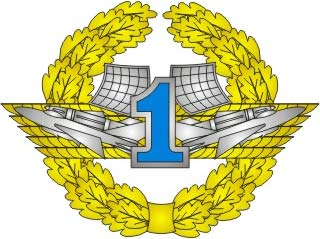
Фахівець 1 класу
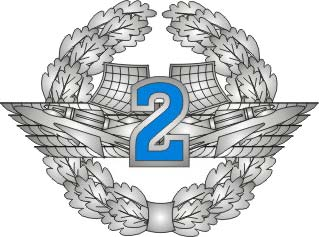
Фахівець 2 класу
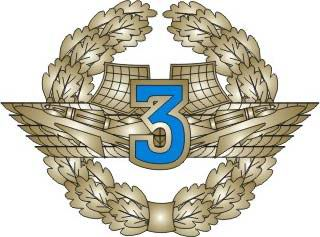
Фахівець 3 класу

#### Військово-Морські Сили

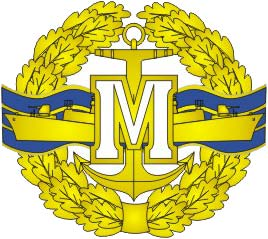
Майстер
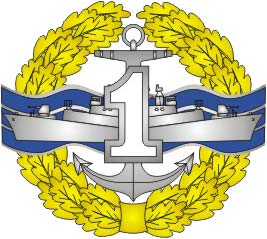
Фахівець 1 класу
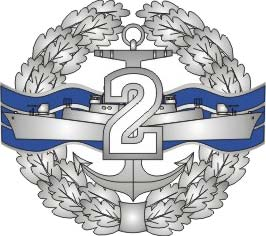
Фахівець 2 класу
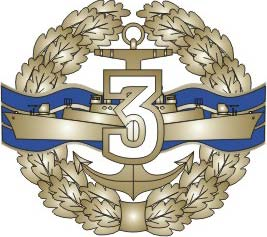
Фахівець 3 класу

## Нагрудний знак «Відмінник Збройних Сил України»
Нагрудний знак «Відмінник Збройних Сил України» вручається військовослужбовцям Збройних Сил України: солдатам і матросам, що відрізняються бездоганною військовою дисципліною, мають заохочення за зразкове несення служби, відмінно оволоділи своєю спеціальністю, забезпечують відмінний догляд, збереження та експлуатацію закріпленої за ними зброї, бойової техніки та майна; сержантам та старшинам, що відрізняються бездоганною військовою дисципліною, мають заохочення за зразкове несення служби, відмінно оволоділи своєю спеціальністю, вміють добре організувати і методично правильно проводити навчання підлеглих, досягли високих показників в бойовій та гуманітарній підготовці і зміцненні військової дисципліни своїх підрозділів та забезпечують відмінний догляд, збереження та експлуатацію зброї, бойової техніки та майна, закріпленого за підпорядкованими їм підрозділами. Нагрудний знак «Відмінник Збройних Сил України» затверджено наказом Міністра оборони України № 376 від 5 липня 2005 року.

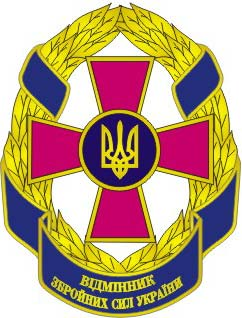
Нагрудний знак «Відмінник Збройних Сил України»

## Нагрудний знак «Воїн-спортсмен»
Нагрудний знак «Воїн-спортсмен» вручається військовослужбовцям Збройних Сил України, які виконали всі вправи Військово-спортивного комплексу на загальну оцінку «відмінно». Нагрудний знак «Воїн-спортсмен» затверджено наказом Міністра оборони України № 376 від 5 липня 2005 року.

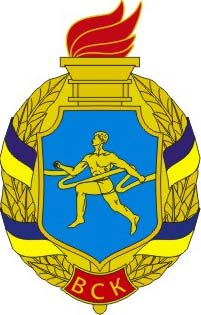
Нагрудний знак «Воїн-спортсмен»

## Нагрудний знак Івана Богуна
Нагрудний знак Івана Богуна вручається курсантам вищих військових навчальних закладів та вихованцям військових ліцеїв, які мають відмінні результати у навчанні та значні особисті досягнення у науковій, дослідницькій та раціоналізаторській роботі. Нагрудний знак Івана Богуна затверджено наказом Міністра оборони України № 472 від 18 вересня 2009 року.

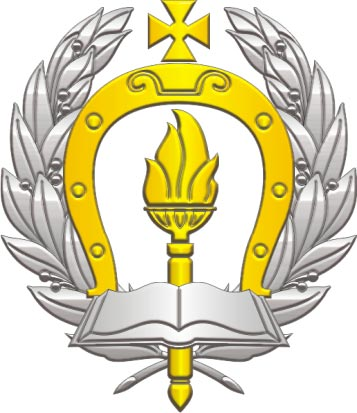
Нагрудний знак Івана Богуна